# Carl Andreas Duker
Carl Andreas Duker (1670 - 5 de noviembre de 1752) fue un jurista y erudito clásico alemán.

## Biografía
Nació en Unna en Westfalia y estudió en la Universidad de Franeker con Jacob Perizonius. En 1700 fue nombrado profesor de historia y elocuencia en el gymnasium de Herborn, en 1704 subdirector de la escuela de La Haya, y en 1716 accedió (con Drakenborch como colega) a la cátedra que anteriormente ocupaba Peter Burmann en Utrecht. Después de dieciocho años en el cargo, renunció y vivió retirado en IJsselstein y Vianen. Su salud finalmente se deterioró debido al estudio excesivo y murió, casi ciego, en la casa de un pariente en Meiderich, cerca de Duisburgo, el 5 de noviembre de 1752.

## Obras
Sus principales obras clásicas fueron las ediciones de Floro (1722) y Tucídides (1731, considerada la mejor). Publicó la segunda edición de Origines Babylonicae et Aegyptiacae (1736) de Perizonio y su comentario sobre Pomponio Mela (1736-1737). Duker también era una autoridad en derecho antiguo y publicó Opuscula varia de latinitate veterum jurisconsultorum (1711) y una revisión de las Leges Atticae de S. Petit (1741).